# CONOP 8888
CONOP 8888 (англ. CDRUSSTRATCOM CONPLAN 8888-11 Counter-Zombie Dominance Operations) — это план выживания в случае нападения зомби, разработанный Стратегическим командованием Вооружённых сил США.

## Описание
«CONOP — план действий в особой обстановке, предназначенный для использования в качестве исходной позиции в рамках „Плана действий в кризисной ситуации“ (англ. Crisis Action Planning)».
CONOP 8888 включает методические рекомендации для командования американских вооружённых сил по разработке всеобъемлющего сценария на случай чрезвычайной ситуации для защиты мирного населения и гражданских властей от зомби, начиная с ликвидации зомби-угрозы и заканчивая полным уничтожением живых мертвецов. В документе зафиксированы следующие цели плана:
- «создать и бдительно поддерживать условия для защиты человечества от зомби;
- если необходимо, проводить операции, которые ликвидируют угрозу со стороны зомби для безопасной жизни человека;
- оказывать помощь гражданским властям в поддержании закона и порядка и возобновлении предоставления базовых услуг во время и после нападения зомби»[2].

Образ орды живых мертвецов выбран для того, чтобы избежать политических подоплёк в военных учениях.

## Содержание
1. Разъяснительное замечание

2. Сопроводительное письмо

3. Указания по предупреждению разглашения секретной информации

4. Сводный план

В разделе содержатся следующие сегменты: цель, оборонительная операция, наступательная операция, условия для реализации, выполнение плана действий, краткое изложение зомби-угрозы, экологические факторы, соображения правового порядка, этапы CONPLAN, вспомогательные планы, сопутствующие планы, допущения, эксплуатационные ограничения, взаимоотношения лиц командного состава, разбор логистики, руководство по классификации.

В сегменте «этапы CONPLAN» предусматривается несколько стадий для отражения атаки со стороны зомби: определение окружающих условий, сдерживание, перехватывание инициативы, установление доминирования, стабилизации ситуации и восстановления деятельности гражданских властей.

В сегменте «краткое изложение зомби-угрозы» приводится типология зомби: патогенные зомби, радиационные зомби, зомби из космоса, зомби-порождения чёрной магии, вооружённые зомби (продукты биоинженерии), зомби-вегетарианцы, курицы-зомби и зомби, заразившиеся болезнетворными микроорганизмами.

5. Основополагающий план

В разделе содержатся следующие сегменты: ситуация, приведение в исполнение, миссия, решение командования на операцию, проблемные вопросы.

## Разработка
План CONOP 8888 разрабатывался в 2009—2010 гг. Согласно плану, эксперты по разработке военных планов в Стратегическом командовании США в Омахе (штат Небраска) в поисках творческого подхода к планированию защиты граждан от нападения любого типа решили остановить свой выбор на зомби. В документе говорится: «Разработчики (…) осознали, что примеры планов подготовки войск должны учитывать политические последствия, которые возникают, если общественность по ошибке примет вымышленный план действий за реальный. Вместо того, чтобы создавать риск такого развития событий в ходе подготовки военнослужащих и резервистов, используя обычно использующиеся вымышленные сценарии „Тунис“ или „Нигерия“, мы решили придумать совершенно невероятный сценарий, который никто никогда по ошибке не сочтет за реальный план».

## Обнародование
Несмотря на то, что по системе классификации секретной информации, действующей в США, документ не носит грифа «совершенно секретно» и относится к категории «открытой информации» (англ. Unclassified information), CONOP 8888 не был обнародован для общественного доступа официальными представителями американских вооружённых сил. 30 апреля 2011 года план был опубликован в закрытой информационной сети разведывательного сообщества США Интеллипедии. В открытый доступ план CONOP 8888 попал лишь 13 мая 2014 года после того, как журнал Foreign Policy, получивший документ в своё распоряжение, разместил эксклюзивную статью «У Пентагона есть план, как остановить наступление зомби-апокалипсиса. Серьёзно» о наличии у американского военного ведомства плана спасения в случае наступления зомби-апокалипсиса.

## Реакция Стратегического командования США
Капитан Памела Куц, представитель Стратегического командования Вооружённых сил США, подтвердила, что документ CONOP 8888 действительно размещен на «защищённом интернет-сайте». По её словам, документ представляет собой не конкретный план действий ВС США, а лишь творческое упражнение для целей подготовки войск.
«Документ является инструментом подготовки, используемый для внутренних учебно-тренировочных упражнений, в ходе которых обучающиеся изучают базовые аспекты военного планирования и подготовки приказов на примере вымышленного сценария», — написала она в ответе по электронной почте.

## Актуальность
Авторы документа в сегменте «разъяснительное замечание» (англ. Disclaimer) отмечают, что разработанный план не является шуткой.
В документе CONOP 8888 отмечается, что зомби могут заменить собой абсолютного любого предполагаемого врага. Использование образа живых мертвецов вместо реального государства позволило избежать политической подоплёки. В целом, план операции по спасению человечества от зомби схож с мерами борьбы с антиправительственными силами.
Однако, несмотря на то, что в плане CONOP 8888 зомби являются эвфемизмом для отработки реальных ситуаций, документ свидетельствует о существовании реальной угрозы зомби. Один из видов зомби, курицы-зомби, на самом деле существует. Те старые курицы, которых за ненадобностью фермеры усыпляют угарным газом, а затем закапывают, порой выбираются из-под земли.
Данная тема уже давно вызывает интерес не только в военно-политической среде. Так, в 2003 году была опубликована книга «Руководство по выживанию среди зомби», написанная американским писателем Максом Бруксом. Книга также представляет собой руководство по выживанию в случае наступления эпидемии «зомби-вируса».